# Конкретное искусство
Конкретное искусство (нем. Konkrete Kunst, англ. Concrete art, фр. Art concret) — одно из центральных направлений европейского авангардистского искусства, появившееся в первой половине XX столетия и нашедшее своё выражение в живописи, скульптуре, фотографии, а также в поэзии.

## Основы теории
Понятие конкретное искусство было прокламировано нидерландским художником Тео ван Дусбургом в 1924 году, и в 1930-м было введено в программу в том же году образованной арт-группы Art concret. Предусматривалось, что в идеальном случае чисто конкретное искусство должно основываться на исключительно математических и геометрических параметрах. Оно не является абстрактным в прямом смысле этого слова, так как не абстрагирует материальную реальность, но скорее материализирует идеальные, духовные начала. Конкретное искусство не обладает каким-либо собственным символическим значением, оно скорее порождает чисто геометрические, умозрительные для мастера конструкции. Рихард Лозе видел в конкретном искусстве одну из разновидностей конструктивизма.
Целью конкретного искусства швейцарский художник и скульптор Макс Билль в 1949 году выразил так: «Конкретное искусство ставит перед собой задачу по созданию готовых к потреблению духовных ценностей точно так же, как человек создаёт для того же материальные предметы. Произведения конкретного искусства на своей заключительной стадии исполнения являются чистейшим эталоном меры и порядка гармоничности. Оно упорядочивает системы и художественными средствами вдыхает в это упорядочение жизнь.».
От абстракционизма и конструктивизма конкретное искусство отличается главным образом тем, что оно развивается за счёт изучения законов математики и научного мышления (в первую очередь — гармонии геометрических фигур), концентрации на взаимодействии формы и цвета в рисунке, исследованиях возможностей передачи цвета. Согласно представлениям художников этого направления, художественное произведение сперва должно было полностью «созреть» в воображении мастера, и лишь затем переноситься на полотно. Оно должно быть ограждено от влияний природы, чувств и рассудка: на процесс творчества не должны повлиять лирика и трагизм сиюминутных событий, символизм и т. п. Картина должна создаваться исключительно из формальных пластических элементов. Ни один из этих элементов изображения не должен иметь самостоятельного значения.

## История
Приблизительно в 1903 году в европейском изобразительном искусстве намечаются крупные перемены. В живописи, графике и скульптуре замечено всё более чёткое удаление от фигуративности и реализма изображения. Анри Матисс указывает на то, что при обозрении картины необходимо совершенно забыть, что она изображает. Начинается эпоха искусства, всё более отделяющего форму, цвет и содержание картины от привычной зрителю предметности. Это направление, не желающее отображать видимый повседневно мир вещей, получает название абстракционизма.
С 1910 года появляются новые художественные течения, всё более развивающие абстрактную живопись. Любая форма изображения предметов или фигур ими отклоняется. Василий Кандинский утверждает, что искусство следует путём, проложенным исключительно его внутренними законами. И что это искусство — чистейшей беспредметности.
Одним из самостоятельных направлений конкретного искусства стала конкретная поэзия.

### Избранные представители
Среди наиболее известных представителей течения конкретное искусство следует выделить таких мастеров, как К.-Х. Адлер, Й. Альберс, Ганс Арп, Тео ван Дусбург, О. Бертлинг, М. Билль, С. Делоне, О. Эрбен, Р. Лозе, П. Мондриан, А. Певзнер, Ж. Вантонгерло, Э. Рейнхардт, Ф. Фордемберге-Гильдеварт, С. Тойбер-Арп, Р. Гейгерт, А. Мартин, Р. Мортенсен, Б. Марден, Р. Якобсен, Р. Риман, У. Рюкрим.

## Галерея

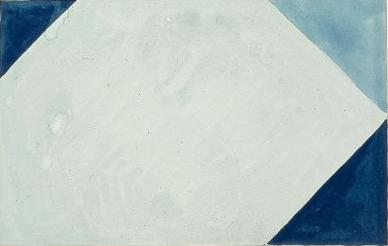
Тео ван Досбург Sac à Main (1929)
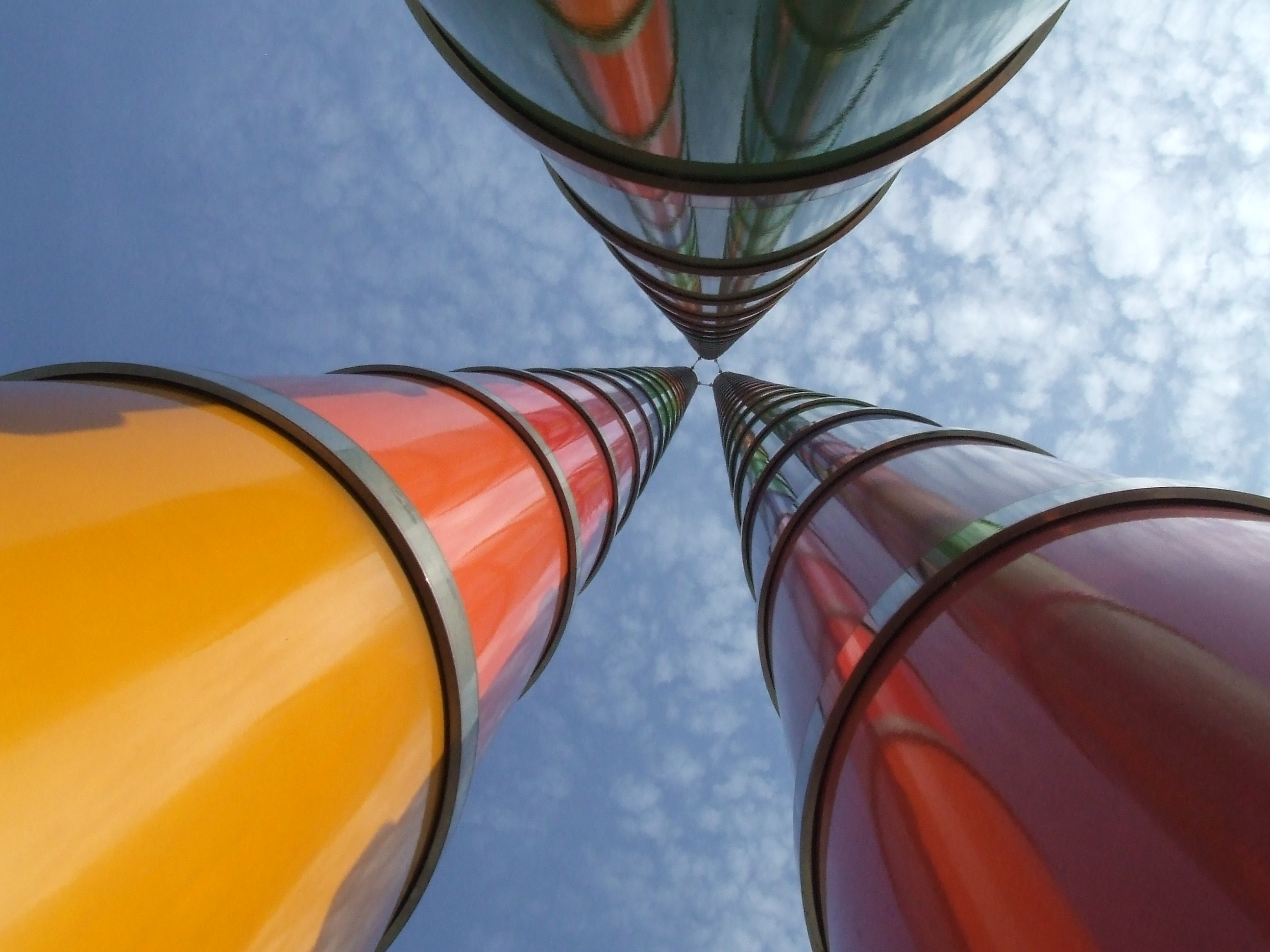
Макс Билль Тройная колонна
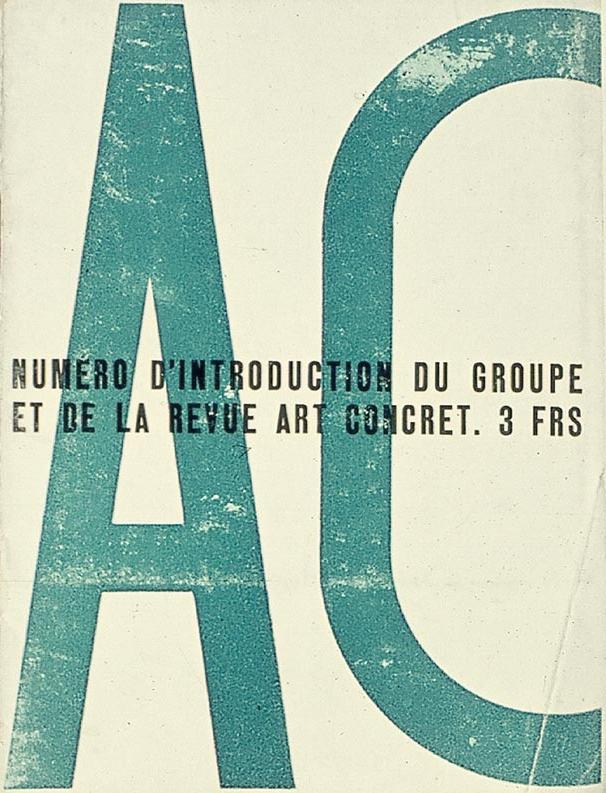
Обложка программы группы Art concret (1930)
Фридрих Фордемберге-Гильдеварт Композиция № 15 (1925)
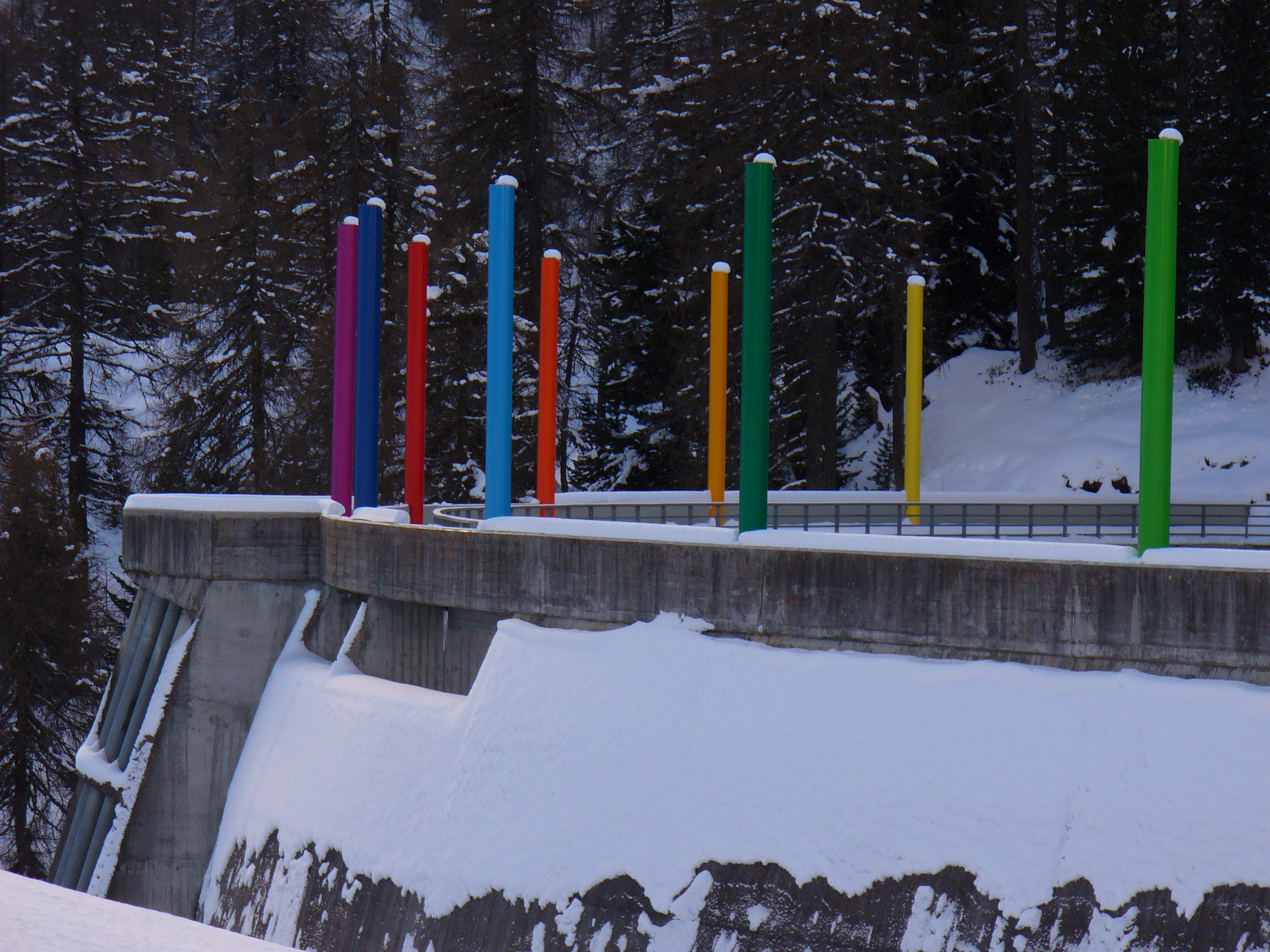
Г. Хонеггер Кулур